# Эглит, Ян Янович
Ян Янович Эглит (род. 27 июня 1939) — советский и российский учёный, специалист в области судовождения и эксплуатации водного транспорта, логистике, кандидат экономических наук, доктор технических наук, профессор, академик Академии транспорта Российской Федерации.

## Образование и военная служба
Окончил штурманский факультет Высшего военно-морского инженерного училища имени Ф. Э. Дзержинского (1960 г.). До 1967 г. служил в частях пограничных войск ВМФ. В 1962—1965 г.. учился на инженерно-экономическом факультете Ленинградского института водного транспорта. Обучался и окончил в 1971 г. аспирантуру ЛИВТ.
В 1972 г. в ЛИВТ по специальности 08.00.05 — Экономика и управление народным хозяйством: экономика, организация и управление предприятиями, отраслями, комплексами - транспорт защитил диссертацию на соискание ученой степени кандидата экономических наук, тема: "Совершенствование анализа и планирования рейдового обслуживания флота в порту" (научный руководитель — доктор технических наук, профессор Александр Петрович Ирхин (1908—1990)). В 1986 г. в  Государственном  проектно-изыскательском и научно-исследовательском институте морского транспорта "Союзморниипроект" по специальности 05.22.19 — Эксплуатация водного транспорта защитил диссертацию на соискание ученой степени доктора технических наук, тема: "Теоретические основы управления эксплуатационной деятельностью морского пароходства".

## Преподавательская и административная работа в высшей школе
В 1990—1993 являлся директором судоводительского института Латвийской морской академии ().
В ЛИВТ прошел путь от старшего инженера (с 1971 г) до профессора (1999—2002 гг.)
С 2003 года по настоящее время работает в Государственном университете морского и речного флота им. адмирала С. О. Макарова (ранее — Государственная морская академия им. адмирала С. О. Макарова): профессор, заведующий кафедрой управления транспортными системами (ранее, до 2013 года — кафедра управления транспортными системами и логистики).

## Научная деятельность
Профессор Я. Я. Эглит является автором более 130 научных, научно- и учебно-методических работ по организации работы морского флота, транспортной логистике (в том числе 17 монографий). Индекс Хирша — 5.

## Прочая профессиональная деятельность
В  1970—1983 гг. работал в Рижском филиале ЦНИИМФ: начальник сектора, начальник отдела, начальник отделения, затем — директор филиала (1971—1983).   В 1983—1990 годах он работал коммерческим директором Латвийского морского пароходства. Являлся также начальником пароходства "Виктория". В 1990—1999 гг. работал генеральным директором АО Прибалтийский судостроительный завод "Янтарь".

## Основные труды
Эглит Я. Я., Эглите К. Я. и др. Анализ технологических процессов при управлении портом / Я. Я. Эглит, К. Я. Эглите, С. Д. Шпаков, А. С. Карпова // Логистика: современные тенденции развития : Материалы XXI Международной научно-практической конференции, Санкт-Петербург, 07–08 апреля 2022 года / Отв. редактор В.С. Лукинский. Том Часть 2. – Санкт-Петербург: Федеральное государственное бюджетное образовательное учреждение высшего образования Государственный университет морского и речного флота им. адмирала С.О. Макарова, 2022. – С. 189-195.
Эглит Я. Я., Эглите К. Я. и др. Модели совершенствования функционирования морских портов / К. Я. Эглите, Я. Я. Эглит, Е. А. Попова, Н. В. Кулинич // Логистика: современные тенденции развития : Материалы XXI Международной научно-практической конференции, Санкт-Петербург, 07–08 апреля 2022 года / Отв. редактор В.С. Лукинский. Том Часть 2. – Санкт-Петербург: Федеральное государственное бюджетное образовательное учреждение высшего образования Государственный университет морского и речного флота им. адмирала С.О. Макарова, 2022. – С. 195-204.
Эглит Я. Я. Транспортные системы доставки грузов / Я. Я. Эглит, К. Я. Эглите, Артемьев А. В. — Санкт-Петербург: Феникс, 2005. — 300 с.
Эглит Я. Я. Моделирование эксплуатационной деятельности морского пароходства НТО вод. трансп. ЛатвССР. — Рига: Зинатне, 1987. — 168 с.
Эглит Я. Я. Моделирование работы портов — Рига: ЛатНИИНТИ, 1981. — 56 с.
Эглит Я. Я. Имитационное моделирование сложных систем: Обзор — Рига: ЛатНИИНТИ, 1980. — 43 с.
Эглит Я. Я. Развитие транспортного флота Латвии: Обзор. — Рига: ЛатНИИНТИ, 1979. — 31 с.

## Награды
Почетный работник морского флота.